# Наум Отцев
Наум Отцев е български духовник и революционер, деец на Вътрешната македоно-одринска революционна организация.

## Биография
Отцев е роден в 1870 година в костурското село Косинец, тогава в Османската империя, днес Йеропиги, Гърция. Става свещеник и влиза във ВМОРО. Арестуван от властите и затворен в Битоля. Освободен е през юни 1903 година. Участва в Илинденско-Преображенското въстание през лятото на 1903 година като войвода на косинската чета. След погрома на въстанието се оттегля в Гърция, където е затворен от властите. В началото на 1904 година заминава за България и става свещеник във варненското село Джеферли.